# Guano

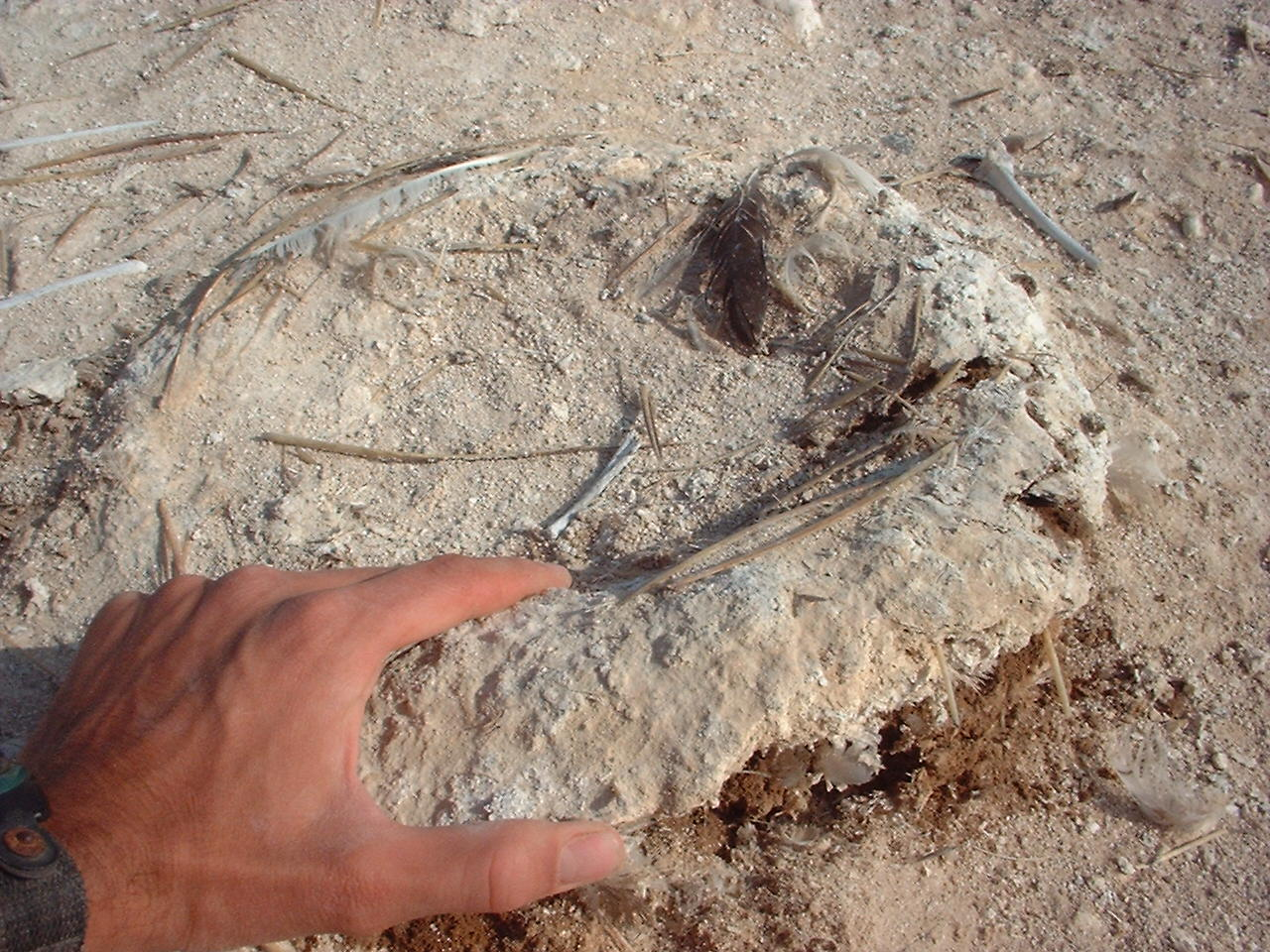
Guano-Nest des Guanotölpels (Sula variegata) auf der peruanischen Insel La Vieja vor der Halbinsel Paracas

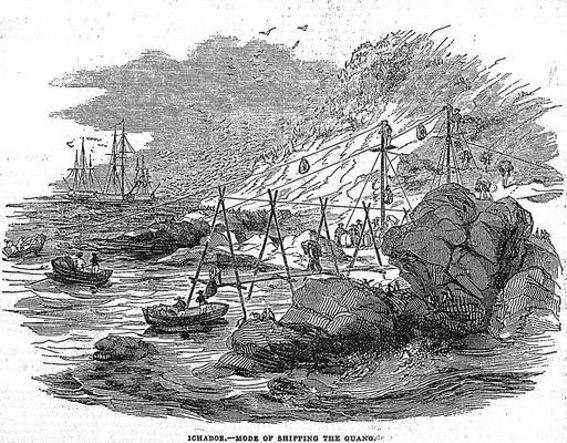
Insel Ichaboe: Verladen von Guano auf Schiffe, 1844

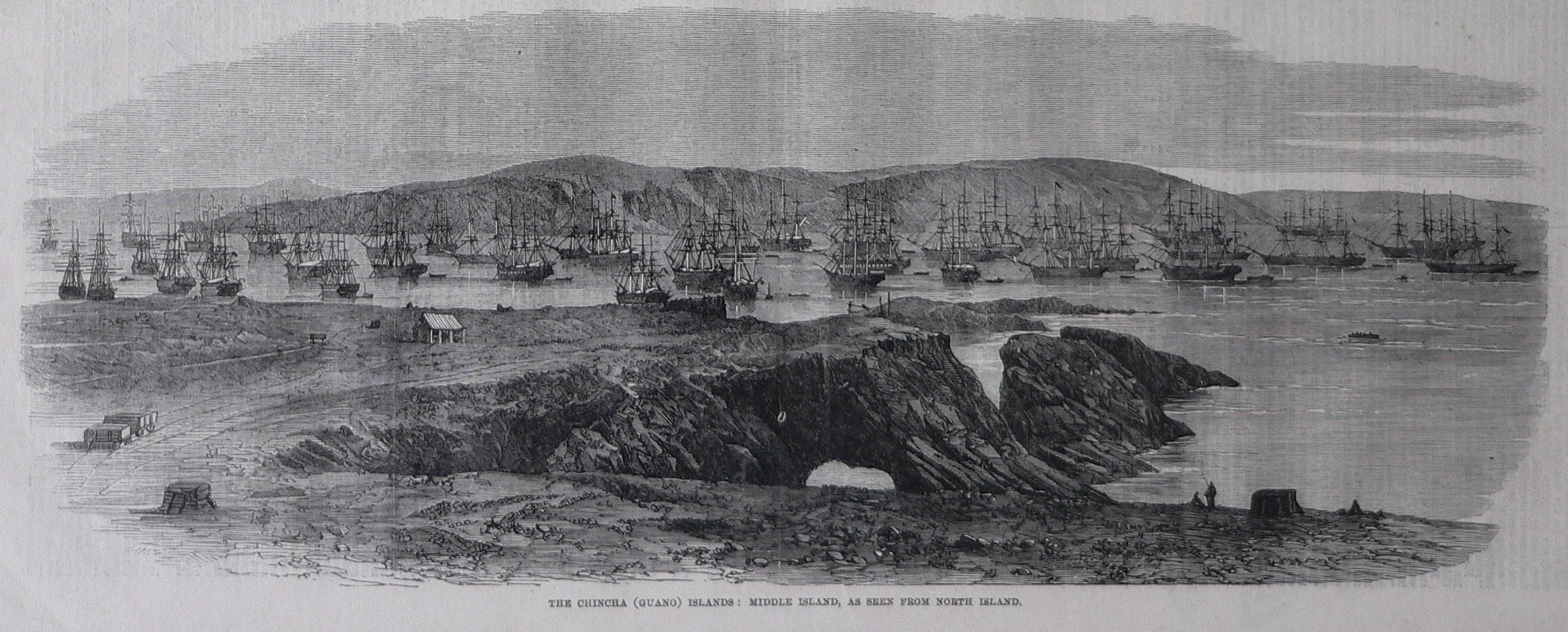
Guano auf den Chincha-Inseln, Peru. 21. Februar 1863

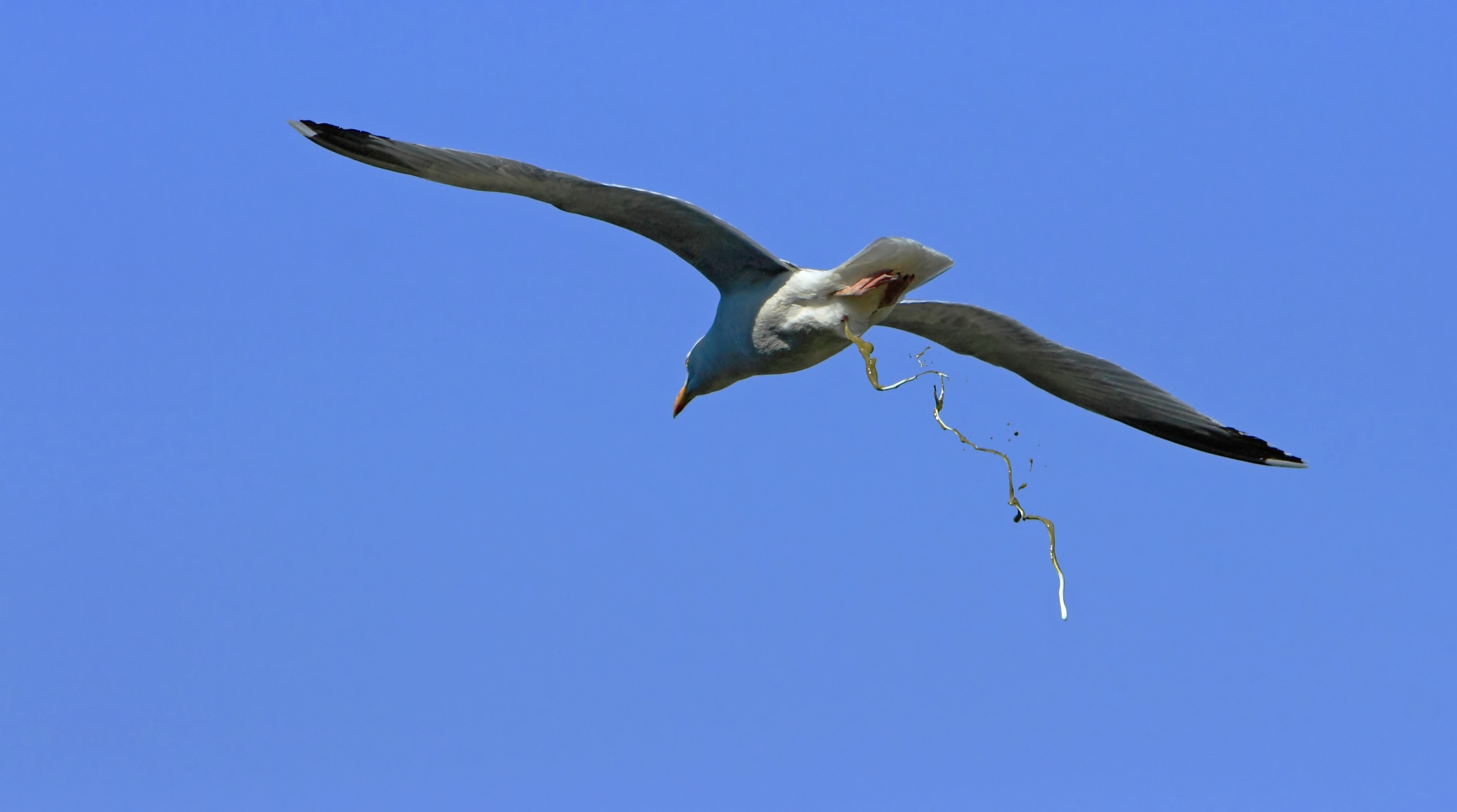
Möwe beim Abkoten

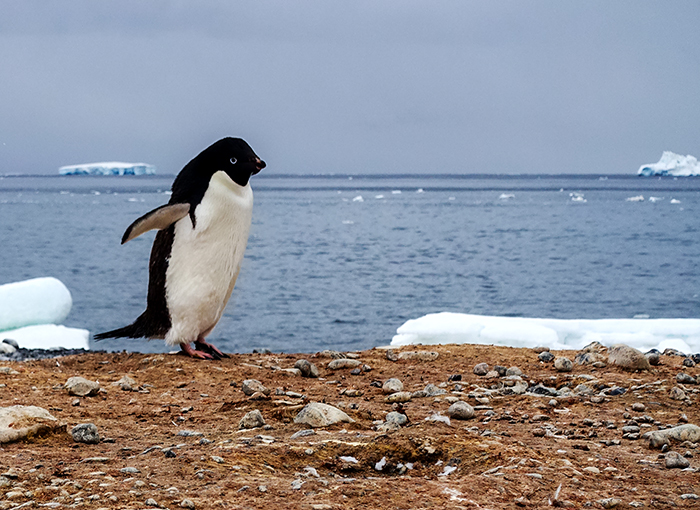
Adeliepinguin auf einer dicken Guanoschicht am Cap Adare, Antarktis 2020

Guano ist ein feinkörniges Gemenge von verschiedenen Phosphaten wie den Calciumhydrogenphosphaten Brushit und Monetit, dem Calciumphosphat Whitlockit sowie verschiedenen Apatiten und Nitraten und organischen Verbindungen. Er entsteht aus den pastösen Exkrementen von Seevögeln wie Pinguinen oder Kormoranen (siehe auch Guanokormoran) durch Einwirkung auf Kalkstein. Exkremente von Fledermäusen werden als Fledermausguano bezeichnet.

## Geschichte und Verwendung
Schon die Inka und andere südamerikanische Völker nutzten den Guano zur Steigerung des Ertrags in der Landwirtschaft. Als die Spanier die Herrschaft übernahmen, ging das Wissen der indianischen Völker um die Naturschätze verloren, und erst im 18. Jahrhundert begann die Nutzung von Vogelkot als Dünger von neuem. 1806 brachte Alexander von Humboldt die ersten Guano-Proben mit nach Europa, die er von Chemikern analysieren ließ. Später entstand daraus ein Guanoboom, der mit einem Höhepunkt von 1845 bis Ende des 19. Jahrhunderts anhielt. Guano dient als stickstoff- und phosphorsäurehaltiges Düngemittel und wird überwiegend an regenarmen Küsten Südamerikas gewonnen. So leitet sich auch das Wort Guano aus der Sprache Quechua her (wanu); über das Spanische wurde es ins Deutsche entlehnt. Nach Humboldt geht Guano auf Huanu zurück, was in der Sprache der Inka Mist, mit dem man düngt bedeutet, wobei die Spanier Hua mit Gua und u mit o verwechselt hätten. Guano wurde ab dem 19. Jahrhundert als Dünger in der Landwirtschaft verwendet.

„In unserer Zeit, wo der Verbesserung der Landwirthschaft so viel Aufmerksamkeit geschenkt wird und man sich so viel Mühe gibt, die Fruchtbarkeit des Bodens zu erhöhen, ist die Entdekung großer Lager eines concentrirten Düngers, wie des Guano, ein glükliches Ereigniß zu nennen. Da wir bis jezt nur unvollständige Nachrichten über die Oertlichkeiten der Guanolager besizen und dieselben so eigenthümlich und merkwürdig sind, theile ich die Beschreibung eines solchen Fundorts auf einer kleinen afrikanischen Insel mit, wo solcher gesammelt wurde.

‚Die Insel, von welcher dieser Guano kömmt, befindet sich beiläufig drei englische Meilen vom Ufer auf der südwestlichen Küste Afrika's. Sie ist ein unfruchtbarer Felsen von etwa einer (?) Meile im Umfang, hat keinen Erdboden oder die geringste Spur von Vegetation. Der Guano liegt darauf etwa zwanzig Fuß tief ohne alle Verschiedenheit in der Qualität. Das Festland ist sehr sandig und überstreut bei starkem Winde ein fast 100 Meilen vom Land entferntes Schiffsdek. Die Vögel auf dieser Insel sind eine Art Pinguin (Fettgans) und können nicht die geringste Streke weit fliegen, da ihre Flügel nur eine Art Schwimmflossen sind. Man glaubt, daß der Capitän des Schiffs, welches den Guano brachte, das erste menschliche Wesen war, dessen Fuß diese Insel betrat, auf welche schwer zu kommen ist, da kein Hafen da ist und starke Brandung stattfindet. Beim Gehen auf dieser Insel konnte er kaum den Fuß aufsezen, ohne auf solche Vögel zu treten, und sie kümmerten sich gar nicht um ihn, außer daß sie ihn in den nakten Fuß pikten; beim Abschießen einer Flinte flatterten sie nur stark und machten einen großen Lärm. Es kommt wie man glaubt auf einige hundert Meilen längs der Küste kein frisches Wasser vor.‘“

Mitte des 19. Jahrhunderts wurde Guano neben Zucker, Rum, Baumwolle, Tabak und Indigo zu einem der bedeutendsten Importgüter aus der weltwirtschaftlichen Peripherie für die sich industrialisierenden Länder Europas. Im Jahr 1865 machte Guano 1,0 % des Importwerts Großbritanniens, 0,6 % der französischen Importe, 1,5 % des belgischen Imports und 1,9 % des Wertes der über Hamburg importierten Güter aus. Die bedeutendsten Herkunftsländer waren Peru, Chile/Bolivien, pazifische Inseln und Westafrika. Einer der größten Importeure war in der zweiten Hälfte des 19. Jahrhunderts bis zum Ersten Weltkrieg das Hamburger Handelshaus Ohlendorff & Co.
1908 gelang es dem deutschen Chemiker Fritz Haber aus Wasserstoff und Stickstoff synthetisch Ammoniak herzustellen, wofür er 1910 das Patent (Haber-Bosch-Verfahren) und 1918 den Chemienobelpreis erhielt; damit sicherte er für Deutschland während des Ersten Weltkrieges nicht nur die Kunstdünger-, sondern auch die Kampfmittelproduktion. Die Einführung des Haber-Bosch-Verfahrens bedeutete eine drastische Verringerung des Guano-Bedarfs.

## Entstehung und Inhaltsstoffe
Durch Vögel oder Fledermäuse ausgeschiedenes Phosphat, welches Teil von DNA, RNA und Phospholipiden ist, bildet durch Verwitterung Guano, besonders auf kalkreichen Böden. Ausgeschiedenes Guanin (vermischt mit Harnsäure) bildet durch Verwitterung auf kalium- & natriumreichen Böden die Nitratbestandteile des Guanos.
Der Zoologe Hugo Schauinsland untersuchte 1896 auf der Hawaii-Insel Laysan die Entstehung von Guano unter niederschlagsreichen Bedingungen. Hierbei wird der Vogeldung ausgelaugt, das damit getränkte Wasser sickert in die Tiefe und imprägniert die dortigen Kalksande. Dabei entstehen insbesondere phosphorsaure Kalke und harter Rockguano. Eine Analyse ergab für den braunen Oberflächenguano Anteile von 11,5 % P2O5 und 48,6 % CaO, für den hellen Rockguano 36,9 % P2O5 und 33,3 % CaO. Der damals abgebaute rohe Laysan-Guano enthielt im Durchschnitt 25–30 % Phosphorsäure. Daneben enthält Guano auch typischerweise 7–8 %, selten bis 60 % Nitrate als Kaliumnitrat (Kalisalpeter) oder Natriumnitrat (Chilesalpeter).
Auf Inseln mit großen Mengen von Vögeln kann die Guano-Schicht sehr dick werden, was die wirtschaftliche Ausbeutung von Vogeldung überhaupt erst ermöglicht. So wurden etwa innerhalb eines Jahres 300.000 Tonnen Guano auf der 6,5 ha großen Insel Ichaboe (Namibia) abgebaut und nach Großbritannien verschifft. Die Besatzung des britischen Schiffs Grace fand 1844 eine Lage von „30 bis 40 Fuß“ Guano auf der Insel Ichaboe. Dies entspricht etwa 9 bis 12 Metern.
Die Insel Nauru verdankte ihren zeitweisen Reichtum dem Abbau großer Phosphatvorkommen (bis zu 90 % rein). Die Entstehung der Phosphorite, Nauruit genannt, ist nicht zweifelsfrei geklärt, vermutlich geht sie aber auf Guano in Verbindung mit Riffkalk zurück. Der Phosphatabbau war bis zum Jahr 2000 Haupteinnahmequelle der Insel.

## Sonstiges

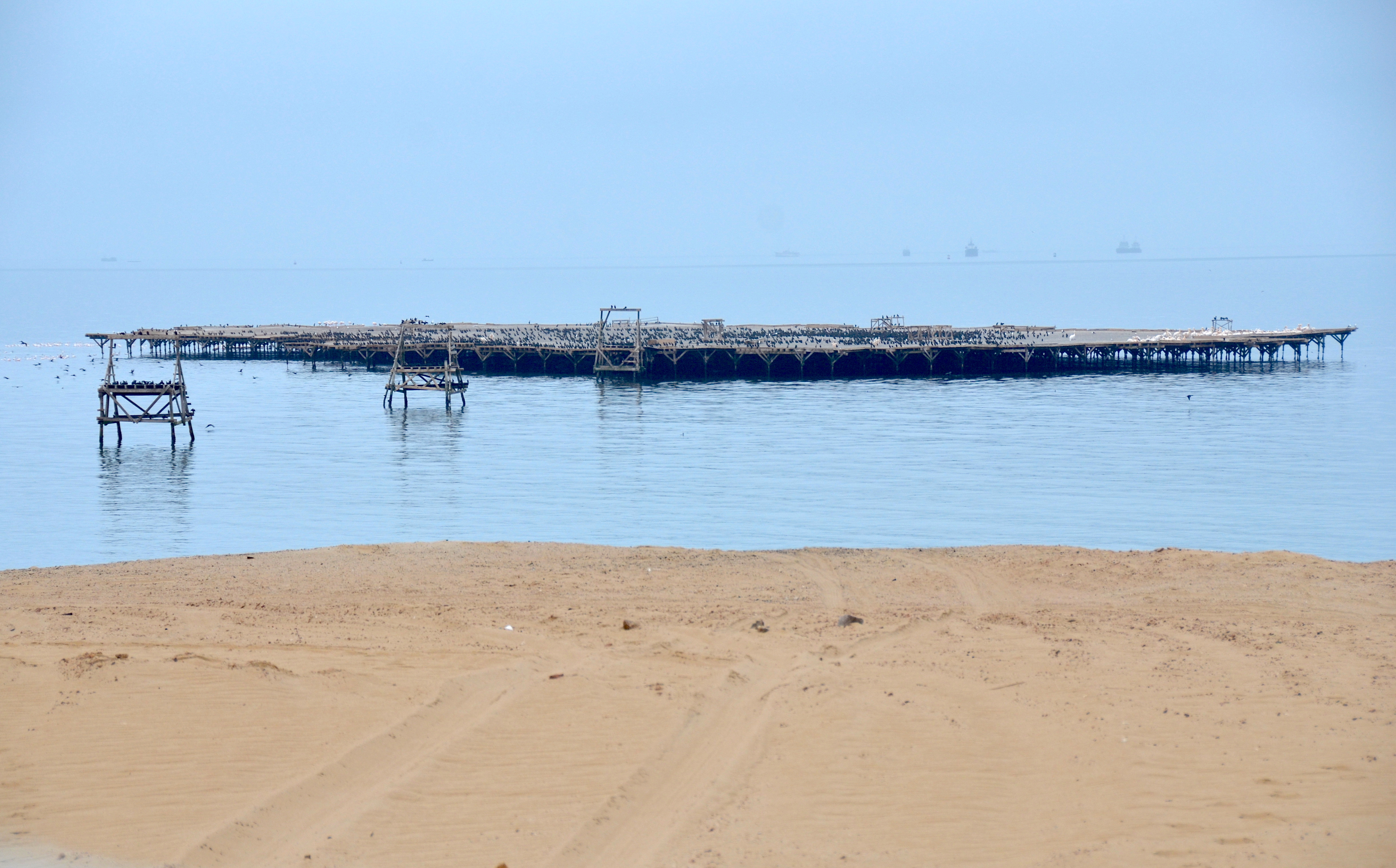
Künstliche Guano-Plattform bei Walvis Bay in Namibia

- Auf den Pinguininseln Namibias wurde von den 1840er Jahren bis in die 1930er Jahre sehr viel Guano abgebaut. Seitdem wird dieses auf einer künstlichen Plattform, Bird Island, abgebaut.
- Der Humboldt-Pinguin gräbt seine Nisthöhle in Guanohänge und wird durch das Verschwinden der Guanovorkommen durch den Raubbau zunehmend bedroht.
- Die letzten Frachtsegler, die um Kap Hoorn segelten (die berühmten „Kaphoorniers“), transportierten Guano und Salpeter aus dem Pazifikraum nach Europa, denn diese Fracht war nicht eilig und so konnten die teuren Gebühren für die Benutzung des Panamakanals eingespart werden.
- Joseph Victor von Scheffel nahm in seinem gleichnamigen Spottgedicht Bezug auf Guano, um seine Kritik an Hegel auszudrücken.
- Eine deutsche Rockband trägt den Namen Guano Apes.
- Dr. No aus dem Roman James Bond jagt Dr. No von Ian Fleming handelt mit Guano. Sein ganzer Reichtum geht auf den Handel mit Guano zurück, den er auf seiner Privatinsel Crab Key abbaut.
- Ammoniak aus dem Guano von Millionen Vögeln fördert die Wolkenbildung und hat einen messbar kühlenden Effekt auf das arktische Klima.[8]
- In der Filmkomödie Ace Ventura – Jetzt wird’s wild von 1995 spielt das Thema Guano eine zentrale Rolle.

## Verwandte Themen
- Natürlicher Guano machte den Beruf des Salpetersieders überflüssig.
- Guano Islands Act ist ein US-amerikanisches Gesetz von 1856, das bis heute gilt. Demnach kann jede Insel, die weder einer anderen Nation gehört noch von Bürgern einer anderen Nation bewohnt wird, vom US-Präsidenten zu US-Staatsterritorium gemacht werden, wenn dort ein US-Bürger Guano entdeckt und die Insel in friedlicher Absicht in Besitz nimmt; dafür erhält er die Schürfrechte. Über fünfzig Inseln wurden auf diese Art zeitweise dem US-amerikanischen Staatsgebiet einverleibt; heute haben noch eine Handvoll diesen teils umstrittenen Status.